# Georgina Rono
Georgina Rono Chepkirui (Kapsabet, 19 mei 1980) is een Keniaanse atlete, die gespecialiseerd is in de lange afstand. Ze won verschillende grote internationale marathons, zoals de marathon van Eindhoven (2011), marathon van Hannover (2011) en de marathon van Hamburg (2014). Haar persoonlijk record van 1:07.58 op de halve marathon liep ze in 2012 bij de halve marathon van Udine. In 2012 finishte ze bij de marathon van Frankfurt in 2:21.39 als tweede achter de  Ethiopische Meselech Melkamu.

## Persoonlijke records
| Onderdeel      | Prestatie | Datum             | Plaats         |
| -------------- | --------- | ----------------- | -------------- |
| 10 km          | 31.54     | 23 september 2012 | Udine          |
| 15 km          | 49.12     | 17 februari 2012  | Ras al-Khaimah |
| 20 km          | 1:05.44   | 17 februari 2012  | Ras al-Khaimah |
| halve marathon | 1:07.58   | 23 september 2012 | Udine          |
| 25 km          | 1:23.23   | 28 oktober 2012   | Frankfurt      |
| 30 km          | 1:39.58   | 28 oktober 2012   | Frankfurt      |
| marathon       | 2:21.39   | 28 oktober 2012   | Frankfurt      |

## Palmares

### 5 km
- 2013:  Corrida de Mulher in Lissabon - 15.50

### 10 km
- 2006:  Pyynikki Juoksu in Tampere - 35.38
- 2007:  Pyynikki Juoksu in Tampere - 34.24
- 2013:  Okpekpe Road Race - 33.01

### halve marathon
- 2006:  halve marathon van Albacete - 1:15.56
- 2006:  halve marathon van Pamplona - 1:17.37
- 2006:  halve marathon van Valencia - 1:15.13
- 2006:  halve marathon van Cantalejo - 1:14.50
- 2006:  halve marathon van Moita - 1:14.25
- 2006: 4e halve marathon van Los Palacios - 1:13.41
- 2007:  halve marathon van Setúbal - 1:15.54
- 2007:  halve marathon van Albacete - 1:15.04
- 2007:  halve marathon van Oloron Sainte Marie - 1:14.42
- 2011: 4e halve marathon van Rabat - 1:09.08
- 2011:  halve marathon van Klagenfurt - 1:11.48
- 2012:  halve marathon van Ras al-Khaimah - 1:09.13
- 2012:  halve marathon van Udine - 1:07.58
- 2013:  halve marathon van Alicante - 1:10.00
- 2013:  halve marathon van San Diego - 1:09.03
- 2013:  halve marathon van Nairobi - 1:10.51
- 2014:  halve marathon van Parijs - 1:09.33
- 2015:  halve marathon van Santa Pola - 1:11.02
- 2015:  halve marathon van Nairobi - 1:08.08

### marathon
- 2008: 4e marathon van Praag - 2:40.43
- 2008: 5e marathon van Ljubljana - 2:43.10
- 2009:  marathon van Thessaloniki - 2:37.39
- 2009: 6e marathon van Frankfurt - 2:31.49
- 2010:  marathon van Marrakech - 2:34.53
- 2010:  marathon van Carpi - 2:30.55
- 2011:  marathon van Hannover - 2:31.19
- 2011:  marathon van Eindhoven - 2:24.33
- 2012:  marathon van Boston - 2:33.09
- 2012:  marathon van Frankfurt - 2:21.39
- 2014:  marathon van Hamburg - 2:26.47
- 2015:  marathon van Kericho - 2:35.12
- 2015:  marathon van Lanzhou - 2:32.06
- 2015:  marathon van Nairobi - 2:32.06
- 2017:  marathon van Dongying- 2:28.52